# Daniel Desnoyers
Daniel Desnoyers, född 27 februari 1957, är en kanadensisk bågskytt. Han deltog vid olympiska sommarspelen 1988.